# キム・ドヨン (アナウンサー)
キム・ドヨン（ハングル表記：김도연、1990年 - ）はフリーアナウンサー。大韓民国の元韓国放送公社 (KBS) 所属のアナウンサー。慶熙大学校ホテル経営学科を卒業し、その後2018年にKBSの第45期公募採用でアナウンサーとして採用され入局した。2019年8月時点で、毎週土曜日夜9時40分からKBS1で放送している『특파원 보고 세계는 지금』（特派員報告 世界は今）に司会者として出演している。
その後、2021年4月までKBSニュース広場のキャスターとして出演した。
2022年12月18日をもってKBSを退社しフリーアナウンサーとして活動している。

## 学歴
- 2009年 - 2013年、慶熙大学校 ホテル観光大学 Hospitality 経営学部ホテル経営学科 専攻 (2009学番)

## 経歴
- 2014年 大田MBC アナウンサー
- 聯合ニュースTV アナウンサー
- 2018年 45期 KBS 公開採用のアナウンサー[1] (KBS全州放送総局 2年間 地域の勤務)
- 2019年11月25日～2022年4月1日 KBSニュース広場 メインキャスター[5]